# Roberto de Dramelay
Roberto de Dramelay (em francês: Robert de Dramelay; m. antes de 1280) foi o segundo barão de Chalandritza no Principado da Acaia na Grécia franca de ca. 1230 até sua morte, em algum momento antes de 1280. Ele foi sucedido por seu filho Guido de Dramelay.